# 维克托·苏沃罗夫
弗拉基米尔·波格丹诺维奇·雷岑 (1947年4月20日—），英籍俄罗斯乌克兰裔作家。笔名维克多·苏沃罗夫（俄語：Ви́ктор Суво́ров），主要用俄语写作。
雷岑作品主要關於軍事史、苏联军队、格魯烏與苏联特种部队。雷岑引人熱議的作品之一是《破冰者》，一本关于第二次世界大战中苏联及其對外政策的书。

## 生平
1947年，雷岑出生于濱海邊疆區巴拉巴什。其父是烏克蘭人，一名曾參與二戰的老兵；其母是俄羅斯人。
1958年，正值11歲，雷岑進入位於沃羅涅日的苏沃洛夫军事学校，直到1963年。1963至1965年間，轉到加里宁（現特維爾）分校。1965至1968年间，就读於基辅伏龙芝红旗高等军事指挥学校。1968年，雷岑进入第145摩托化步兵团服役，参与了华约组织入侵捷克斯洛伐克。在1970至1971年他是伏尔加军区和第808独立集团军级侦察连（苏联特种部队）参谋。
1971至1974年，於军事外交学院就读。畢業後，雷岑参与苏联在聯合國日內瓦辦事處的活动，为格魯烏工作。
1978年6月10日，雷岑投诚英国。雷岑携同妻子和两个年幼的孩子偷渡到英國，並以情报分析师和讲师的身分工作。

## 著作和理论

### 关于冷战的作品
雷岑写了几本关于其在苏军内的经验的书，还加入了由英国軍官约翰·哈克特爵士（Sir John Winthrop Hackett）领导的小组，编写《第三次世界大战：不为人知的故事》。该书于1982年出版，是1978年版《第三次世界大战》的后续。书中哈克特和他的小组重点分析了苏联及北约在德国可能的战斗方式。

### 关于二战的作品
关于1941年苏德战争的爆发及背景，雷岑写了十本作品。第一本是《破冰者》，其後有《M日》、《最后的共和国》、《清洁》、《自杀》、《胜利的陰影》、《我会夺回来》、《最后的共和国II》、《主犯》和《战败》。雷岑最令人关注的观点，是認為约瑟夫·斯大林最初计划将纳粹德国作为代理人（即「破冰者」）对付西方。因此，斯大林为阿道夫·希特勒提供了物质上的和政治上的援助，另一方面也让苏联红军准备纳粹德国及在之后"解放"整个西欧。雷岑表示，希特勒在1940年得知了苏联的进攻准备，因而决定对苏联先发制人，即巴巴罗萨计划。儘管希特勒有局部優勢，但因兩面作戰而不敵蘇聯。最终，斯大林在东欧和亚洲建立共产党政权达到了最初的部分目标。然而，雷岑认为斯大林不能僅僅满足於这样的胜利，仍计划著主宰整个欧洲大陆。
雷岑的作品在历史学家中引起了广泛争议。多數歷史學家同意基於地緣政治，蘇德一戰在所難免。爭議是斯大林是否在1941年便計畫好進攻軸心國
。
在一些国家，特别是俄罗斯、德国和以色列，雷岑具爭議性的言论已经偏离了学术轨道，引起了大众的想象与猜测。
尽管辩论的话题是半个多世纪前的东西，但问题间接影响当今社会对史上最富盛名的民主主义和共产主义的合作本质的理解。对世界上大部分历史学家和大众而言，官方宣传的第二次世界大战的性质，即希特勒是战争的唯一发动者、斯大林试图避免战争，因此西方民主主义力量和斯大林的威权主义政权的联合在当时是正义的，更容易被接受。另一方面，基於不同原因，东西方的历史学家和人民都不容易接受，斯大林其實是希特勒世界大战计划的活跃支持者，玩弄了西方领袖和希特勒，且计划用世界大战进一步扩张共产主义意识形态。

### 虚构作品
雷岑写过一些设定在第二次世界大战时代的苏联的虛構作品，如以《控制》、《抉择》及《食蛇者》構成的三部曲。

## 请参见
- 第二次世界大戰的起因
- 1941年前的蘇德關係
- 蘇聯進攻計劃的爭議
- 苏联和東方集團變節者名单

## 著作

### 关于冷战时代的苏联
- 《解放者》（俄語：Освободитель），1981，Hamish Hamilton Ltd, ISBN 0-241-10675-3
- 《苏军内幕》（英語：Inside the Soviet Army），1982，麥克米倫出版公司
- 《苏军军事情报部门内幕》（英語：Inside Soviet Military Intelligence），1984，ISBN 0-02-615510-9
- 《水族箱》（俄語：Аквариум）, 1985，Hamish Hamilton Ltd，ISBN 0-241-11545-0
- 《俄罗斯特种部队》（英語：Spetsnaz. The Story Behind the Soviet SAS），1987，Hamish Hamilton Ltd，ISBN 0-241-11961-8
- 《恶魔之母》，2011，Sofia, Fakel Express, ISBN 978-954-9772-76-0

### 关于苏德战争的爆发
- 《破冰者》（俄語：Ледокол），1990，Hamish Hamilton Ltd，ISBN 0-241-12622-3
- 《M日》（俄語：День „М”），莫斯科，ACT，2000，ISBN 5-17-003119-X
- 《最后的共和国》（俄語：Последняя республика），ACT，1997，ASIN B00271256C
- 《最后的共和国II》，Sofia，Fakel Express，2007，ISBN 978-954-9772-51-7
- 《主犯：斯大林发动第二次世界大战的宏大计划》（英語：The Chief Culprit: Stalin's Grand Design to Start World War II），安納波利斯，MD：Naval Institute Press，2008（精裝版ISBN 978-1-59114-838-8）
- 《战败》，Sofia, Fakel Express，2009，ISBN 978-954-9772-68-5

### 关于历史人物
- 《胜利的陰影》（俄語：Тень победы)，英語：），对于朱可夫形象的质疑。同名三部曲中的第一本。
- 《我会夺回它》（俄語：Беру Свои Слова Обратно），对于朱可夫形象的质疑。《胜利的影子》三部曲中的第二本。
- 《清洗》（俄語：Очищение），莫斯科，2002，ISBN 5-17-009254-7

### 虛構作品
- 《解放者的故事》（俄語：Рассказы освободителя），英語：），小说，俄语版的《解放者》。
- 《控制》（俄語：Контроль），小说
- 《抉择》（俄語：Выбор），小说
- 《食蛇者》，小说（Sofia, Fakel Express，2010），ISBN 9789549772692

## 備注
1. ↑  俄語羅馬化：Vladimir Bogdanovich Rezun
2. ↑  烏克蘭語羅馬化：Volodymyr Bohdanovych Riezun